# Amastris lycioda
Amastris lycioda är en insektsart som beskrevs av Ball. Amastris lycioda ingår i släktet Amastris och familjen hornstritar. Inga underarter finns listade i Catalogue of Life.